# Galgenberg, Wildendürnbach
Galgenberg är en kulle i Österrike.   Den ligger i distriktet Mistelbach och förbundslandet Niederösterreich, i den nordöstra delen av landet, 60 km norr om huvudstaden Wien. Toppen på Galgenberg är 218 meter över havet.
Terrängen runt Galgenberg är huvudsakligen platt, men söderut är den kuperad. Närmaste större samhälle är Laa an der Thaya, 11,2 km sydväst om Galgenberg. 
Trakten runt Galgenberg består till största delen av jordbruksmark. Runt Galgenberg är det ganska tätbefolkat, med 56 invånare per kvadratkilometer.